# Drapeau de l'île Christmas
Le drapeau de l'île Christmas, territoire non-autonome  associé à l’Australie, a été officiellement adopté le 26 janvier 2002. Pourtant ce drapeau est apparu dès 1986.
Ce drapeau est le gagnant d'une compétition lancée sur l'île pour désigner le drapeau qui représentera le territoire. Le concours était doté d'une prime de 100 dollars australiens et 69 propositions furent enregistrées. Le vainqueur est désigné le 10 avril 1986 et c'est la proposition de Tony Couch, qui a travaillé quatre ans sur Christmas comme superviseur de l'extraction de phosphate, qui fut retenu.
Le drapeau est divisé par une diagonale qui forme un triangle inférieur bleu, symbolisant la mer et un triangle supérieur vert symbolisant la végétation. Sur le triangle bleu est placée la constellation de la Croix du Sud, présente également sur le drapeau de l'Australie. Sur le vert est représentée la silhouette jaune d'un phaéton à bec jaune (Golden Bosun), un oiseau vivant sur l'île appartenant à la famille des pailles-en-queue. Cette construction rappelle fortement le drapeau de la Papouasie-Nouvelle-Guinée. Au centre, la carte de l'île est placée sur un disque jaune, la couleur du phosphate, produit de l'industrie minière de l'île.
L'usage du drapeau ne fut officiel qu'à partir de 2002. Conformément au Christmas Island Act de 1958, le ministre des territoires extérieurs décide de proclamer ce drapeau comme drapeau du territoire par une annonce envoyée à l'administrateur Bill Taylor, qui l'accepte formellement à l'occasion de la fête nationale australienne.